# Lomariopsidaceae
Lomariopsidaceae is een familie met drie geslachten en ongeveer vijftig soorten terrestrische of epifytische varens, vooral afkomstig uit tropische streken van Zuidoost-Azië en Afrika.

## Naamgeving enetymologie
De familie Lomariopsidaceae is vernoemd naar het geslacht Lomariopsis.

## Kenmerken
Lomariopsidaceae zijn terrestrische of (hemi)epifytische varens met een kruipende of klimmende rizoom, een bladsteel met in doorsnede ronde vaatbundels die in een U-vorm geplaatst zijn, en eenvormige of dimorfe, eenmaal geveerde bladen met gaafrandige of gezaagde bladslipjes, dikwijls scharnierend geplaatst en bij sommige geslachten aan de basis van oortjes voorzien.
De sporenhoopjes zijn klein en rond, beschermd door niervormige dekvliesjes.

## Taxonomie
In de taxonomische beschrijving van Smith et al. (2006) omvatte de familie nog het geslacht Nephrolepis.
Later onderzoek door Christenhusz et al. (2011) leidde er echter toe dat dit geslacht van Lomariopsidaceae werd afgesplitst om een aparte familie Nephrolepidaceae te vormen. Deze familie wordt echter nog niet door alle botanici erkend.
De familie telt nu nog drie geslachten met ongeveer vijftig soorten:
- Familie: Lomariopsidaceae
  - Geslachten:
    - Cyclopeltis
    - Lomariopsis
    - Thysanosoria

Cyclopeltis · Lomariopsis · Thysanosoria